# Abdul Jalil Shah IV.
Abdul Jalil Shah IV. (voller Titel: Paduka Sri Sultan ‘Abdu’l Jalil IV Ri’ayat Shah Zillu’llah fi al-’Alam bin Dato’ Bendahara Sri Maharaja Tun Habib Abdul Majid, arabisch عبد الجاليل رعاية شاه; gest. 21. November 1721) war Sultan und Yang di-Pertuan Besar von Johor und Pahang und von deren Außengebieten. Er regierte von 1699 bis 1718.
Er war der älteste Sohn von Bendahara (Großwesir) Tun Habib Abdul Majid, der 1697 ursprünglich seinem Vater als Bendahara von Johor folgte. Nach dem Tod von Mahmud Shah II., der 1699 ohne Erben verstarb, wurde Abdul Jalil zum Sultan ausgerufen.

## Gründung der Bendahara-Dynastie
Nach dem Tod von Ibrahim Shah 1685 kam zunächst sein zehnjähriger Sohn, Mahmud Shah II., auf den Thron und die Staatsgeschäfte verblieben bei dem Bendahara Tun Habib Abdul Majid. Mahmud Shah wurde berüchtigt für seine Launen und Johor versank langsam ins Chaos. Diese Instabilität erreichte ihren Höhepunkt 1697 mit dem Tod von Tun Habib. Sein Sohn, Tun Abdul Jalil, erbte zwar das Amt und konnte noch kurzzeitig für Stabilität sorgen, dennoch endete Johor in einem offenen Aufstand als 1699 Mahmud Shah von einem lokalen Häuptling, Megat Seri Rama, ermordet wurde, dessen schwangere Frau auf Anweisung des Sultans hingerichtet worden war. Die Ermordung geschah, als der Sultan auf dem Weg zum Freitagsgebet in der Moschee war.
Damit endete die Familien-Linie des Sultanats von Malakka und es entstand eine tiefe Krise, weil der Königsmord ein besonderer Akt von Hochverrat war und ein schwerer Verstoß gegen die Malaiischen Weltanschauungen und darüber hinaus, weil Mahmud Shah keinen männlichen Erben hatte.
Um den vakanten Thron zu besetzen, rief der Adel Tun Abdul Jalil als Sultan aus. Die Einsetzung erfolgte in Kota Tinggi am 3. September 1699. Seine Thronbesteigung erfuhr jedoch nicht die uneingeschränkte Zustimmung aller Parteien in Johor. Viele stellten die Legitimation des Sultans in Frage. Als tief religiöser Mensch vernachlässigte Abdul Jalil Shah jedoch mehr und mehr seine Regierungspflichten und verbrachte immer mehr Zeit mit dem Gebet und mit seiner Frau Che Nusamah aus Aceh.

## Krieg in Selangor und Machtergreifung der Bugis
1715 plünderten die Bugis aus Selangor die Stadt Kedah. Als Herr (Overlord) von Selangor forderte Johor einen Teil der Beute. Aber während malaiischer Brauch die Hälfte der Beute für den Herrn gefordert hätte, beschied der Brauch von Bugis den Herrn nur mit einem zehntel. Um seinen Anspruch durchzusetzen, attackierte Johor Festungen der Bugis in Selangor und Linggi. Aber obwohl die Armeen von Johor zahlenmäßig überlegen waren, schlugen die Bugis erfolgreich die Attacke zurück. 1717 zog Johor seine Truppen von Selangor ab.
Die Weigerung der Bugis, sich gegenüber den Ansprüchen von Johor zu beugen, machte die wachsende Schwäche des Reiches offenbar. Zusätzlich erwuchsen aus oppositionellen Gruppierungen gegen Abdul Jalil mehrere Revolten. Die Unruhen schufen Platz für den Aufstieg des Siak-Fürsten, Raja Kecil.

## Raja Kecil
Nach Abdul Jalil umstrittener Thronfolge begannen vor allem die Einwohner von Minangkabau-Siedlungen in Rembau, Sungei Ujong und Naning, die bereits seit der Mitte des 15. Jahrhunderts bestanden, die Autorität von Johor in Frage zu stellen. 1717 erschien Raja Kecil von Siak auf der Bildfläche. Er beanspruchte ein posthum geborener Sohn des ermordeten Mahmud Shah zu sein. Unterstützt von den Minangkabau, wurde er von vielen Untertanen von Johor begrüßt, die auf eine Restauration der Melaka-Dynastie hofften.
Raja Kecil kam 1718 bis zum Riau River mit Minangkabau-Truppen und besiegte die Flotte von Johor. Dann eroberte er die Hauptstadt auf der Insel Riau und rief sich selbst zum Herrscher aus, wobei er den Titel Sultan Abdul Jalil Rahmat Shah (r. 1718–1722) annahm.

## Tod
Nach dem Sieg von Raja Kecil wurde der abgesetzte Abdul Jalil Shah jedoch erneut als Bendahara des Königreichs eingesetzt und lebte in Kota Tinggi. 1718 zog er sich nach Terengganu und ein Jahr später nach Pahang zurück. Am 11. Juli 1721 errichtete er in Kuala Pahang seine neue Hauptstadt. Dann traf er Anstalten sein Königtum mit Unterstützung von Adligen aus Johor, Pahang und Kelantan wiederzugewinnen.
Nun gab es drei Machtzentren in der Malaiischen Welt (Dunia Melayu/Alam Melayu, Jawi: دنيا ملايو / عالم ملايو). Raja Kecil in Riau, Abdul Jalil Shah IV. an der Ostküste der Halbinsel und die Bugis in Selangor und Linggi. Die Bugis gewannen den Machtkampf, teils auch, weil Raja Kecil seine eigene Popularität zerstörte, indem er Abdul Jalil Riayat Shah IV. in Kuala Pahang ermorden ließ, als dieser auf seinem Schiff das Gebet abhielt. Abdul Jalil Riayat Shah IV. starb am 21. November 1721. Er wurde auf dem königlichen Friedhof in Kuala Pahang beigesetzt.
Raja Kecil wurde 1722 endgültig besiegt und die Bugis setzten Raja Sulaiman Badrul Alam Shah ein, den Sohn von Abdul Jalil Shah IV.